# سیدو
پاول هارتموت ووردیگ (به آلمانی: Paul Hartmut Würdig) ملقب به سیدو، یک رپخوان آلمانی است. وی زادهٔ سال ۱۹۸۰ در برلین و مقیم همان شهر است.
ووردیگ از سال ۱۹۹۷ فعالیت هنری خود را آغاز کرده است.

در گفتگویی رادیویی، وی گفته که تبار ایرانی دارد.